# Яфет Котто
Яфет Котто (англ. Yaphet Kotto; 15 листопада 1939 — 15 березня 2021) — американський актор.

## Біографія
Яфет Котто народився в Нью-Йорку в родині афроамериканців, які сповідували юдаїзм. Його мати — медсестра Гледіс Мері Котто, батько — бізнесмен Абрахам Котто. Абрахам емігрував до США з Камеруну в 1920-х роках. Дід Яфета, Александр Белл, також іудаїст за віросповіданням, наприкінці XIX століття керував в Камеруні містом Дуала. Котто казав, що його предки з Ізраїлю переселилися в Єгипет, а потім в Камерун і були африканськими євреями у багатьох поколіннях.

## Кар'єра
Яфет Котто починав свою кар'єру актора в пересувному театрі в Нью-Йорку і вже в 19 років виконував роль Отелло. Наприкінці 50-х він вважався одним з найвидатніших чорношкірих театральних акторів. Котто брав участь у багатьох бродвейських і поза-бродвейських постановках, з великим задоволенням погоджуючись на роботу в місцевих театрах, ніж приймаючи стереотипні ролі в кіно і на телебаченні. Зніматися в кіно почав з 1963 року. У першому ж його фільмі «Нічого, крім хлопця», знятому в 1964 році, розглядалося питання про «чорну» гордості перед обличчям «білої» байдужості. Як режисер, сценарист і продюсер зняв фільм «Обмеження за швидкістю 65» (1972), свого роду «чорний» байкерський фільм. Найбільшим за кількістю витрачених грошей фільмом у кар'єрі Котто виявився бондівський «Живи та дай померти» (1973), в якому він зіграв поганого містера Біга. У 1979 році з'явився в фантастичному фільмі «Чужий». Знявся разом з Арнольдом Шварценеггером у фантастичному бойовику «Людина, що біжить» (1987). На телебаченні найвідомішою роботою Яфета Котто можна назвати телесеріал «Убивчий відділ» (1993—1999), де він зіграв лейтенанта Ела Джіарделло.

## Особисте життя
Яфет Котто був тричі одружений. Останній раз він одружився в 1998 році, проживав із дружиною в Балтіморі. Всього у нього було п'ятеро дітей. Старший син Фредрік — поліцейський в Сан-Хосе, Каліфорнія.

## Фільмографія
| Рік       |    | Українська назва                            | Оригінальна назва                                    | Роль                           |
| --------- | -- | ------------------------------------------- | ---------------------------------------------------- | ------------------------------ |
| 1966—1967 | с  | Велика долина                               | The Big Valley                                       | Даміен / Лобо Браун            |
| 1967      | с  | Дні в долині смерті                         | Death Valley Days                                    | Абрахам                        |
| 1967      | с  | Ковбой у Африці                             | Cowboy in Africa                                     | Муса                           |
| 1967      | с  | Тарзан                                      | Tarzan                                               | Кешо                           |
| 1968      | с  | Бонанца                                     | Bonanza                                              | Чілд Барнетт                   |
| 1968      | с  | Високий чагарник                            | The High Chaparral                                   | сержант Крісон                 |
| 1968—1969 | с  | Деніел Бун                                  | Daniel Boone                                         | Йона / Люк                     |
| 1969      | с  | Відділ 5-О                                  | Hawaii Five-O                                        | капрал Джон Остон              |
| 1969      | с  | Меннікс                                     | Mannix                                               | Гейб Джонсон / Гебріел Діллон  |
| 1970      | с  | Найменування гри                            | The Name of the Game                                 | Ваймен Джексон                 |
| 1970      | с  | Димок зі ствола                             | Gunsmoke                                             | Пайні Біггс                    |
| 1970      | тф | Нічна погоня                                | Night Chase                                          | Ерні Грін                      |
| 1970      | ф  | Звільнення Л. Б. Джонса                     | The Liberation of L.B. Jones                         | Сонні Бой Мосбі                |
| 1971      | с  | Нічна галерея                               | Night Gallery                                        | Бакнер                         |
| 1972      | ф  | Боун                                        | Bone                                                 | Боун                           |
| 1973      | ф  | Живи та дай померти                         | Live and Let Die                                     | Доктор Кананга / Містер Біг    |
| 1974      | ф  | Вантажівка Тернер                           | Truck Turner                                         | Гарвард Блу                    |
| 1975      | ф  | Рапорт Комісару                             | Report to the Commissioner                           | Річард Блекстоун               |
| 1976      | тф | Рейд на Ентеббе                             | Raid on Entebbe                                      | Іді Амін                       |
| 1976      | тф | Кранч                                       | Crunch                                               | Черч                           |
| 1979      | ф  | Чужий                                       | Alien                                                | Паркер                         |
| 1980      | ф  | Брубейкер                                   | Brubaker                                             | Дікі Кумбс                     |
| 1980      | тф | Лють                                        | Rage!                                                | Ерні                           |
| 1983      | ф  | Зоряна палата                               | The Star Chamber                                     | детектив Гаррі Лоус            |
| 1983      | с  | Острів фантазій                             | Fantasy Island                                       | Великий Гас Беллі              |
| 1983      | с  | Команда А                                   | The A-Team                                           | Чарльз Стратерс                |
| 1983—1984 | с  | В ім'я любові і честі                       | For Love and Honor                                   | сержант Джеймс «Чіна» Белл     |
| 1983      | тф | В ім'я любові і честі                       | For Love and Honor                                   | сержант Чіна Белл              |
| 1983      | тф | Жінки Сан-Квентіна                          | Women of San Quentin                                 | сержант Терман Паттерсон       |
| 1985      | тф | Гра з вогнем                                | Playing with Fire                                    | Волкер                         |
| 1985      | тф | Це мій парк                                 | The Park Is Mine                                     | Юбенкс                         |
| 1985      | тф | Знак убивці                                 | Badge of the Assassin                                | детектив Кліфф Фентон          |
| 1985      | с  | Блюз Гілл Стріт                             | Hill Street Blues                                    | Келвін Маттіас                 |
| 1985      | ф  | Застереження                                | Warning Sign                                         | майор Конноллі                 |
| 1986      | тф | Гарем. Втрата невинності                    | Harem                                                | Ага Кіслар                     |
| 1987      | тф | Відчайдушний                                | Desperado                                            | Беде                           |
| 1987      | тф | З метою самооборони                         | In Self Defense                                      | лейтенант Тайрелл              |
| 1987      | тф | Перрі Мейсон: Справа скандального хронікера | Perry Mason: The Case of the Scandalous Scoundrel    | генерал Соренсон               |
| 1987      | ф  | Людина, що біжить                           | The Running Man                                      | Вільям Лофлін                  |
| 1987      | с  | Вона написала вбивство                      | Murder, She Wrote                                    | лейтенант Бредшов              |
| 1988      | ф  | Встигнути до опівночі                       | Midnight Run                                         | спеціальний агент Алонзо Мозлі |
| 1989      | ф  | Пастка                                      | Tripwire                                             | Лі Пітт                        |
| 1989      | тф | Головна мішень                              | Prime Target                                         | Гілмор Браун                   |
| 1990      | тф | Після шоку                                  | After the Shock                                      | Вільям Макелрой                |
| 1990      | с  | Таємниці батька Даулінга                    | Father Dowling Mysteries                             | лейтенант Флемінг              |
| 1991      | ф  | Затяжний постріл                            | Hangfire                                             | лейтенант поліції              |
| 1991      | ф  | Фредді мертвий. Останній кошмар             | Freddy's Dead: The Final Nightmare                   | Док                            |
| 1991—1992 | с  | Випробування Розі О'Ніл                     | The Trials of Rosie O'Neill                          | Келлі                          |
| 1992      | с  | Громадянські війни                          | Civil Wars                                           | суддя Луїс Декер               |
| 1992      | тф | Солдати в шкіряних куртках                  | Chrome Soldiers                                      | Перрі Біч                      |
| 1993      | тф | Нічого особистого                           | It's Nothing Personal                                | лейтенант Райлі                |
| 1993      | тф | Американський годинник                      | The American Clock                                   | Ісаак                          |
| 1993      | с  | Морські пригоди                             | SeaQuest DSV                                         | капітан Джек Клейтон           |
| 1993—1999 | с  | Убивчий відділ                              | Homicide: Life on the Street                         | лейтенант Аль Джіарделло       |
| 1993      | ф  | Елітний загін                               | Extreme Justice                                      | Ларсон                         |
| 1994      | ф  | Ляльководи                                  | The Puppet Masters                                   | Ресслер                        |
| 1994      | тф | У трупа знайоме обличчя                     | The Corpse Had a Familiar Face                       | детектив Мартін Телбот         |
| 1995      | тф | Останній термін для вбивства                | Deadline for Murder: From the Files of Edna Buchanan | Марті Телбот                   |
| 1996      | ф  | Майже блюз                                  | Almost Blue                                          | Террі                          |
| 1997      | с  | Закон і порядок                             | Law & Order                                          | лейтенант Аль Джіарделло       |
| 1997      | тф | Захисники: Розплата                         | The Defenders: Payback                               | суддя Вільямс                  |
| 2000      | тф | Убивчий відділ                              | Homicide: The Movie                                  | Аль Джіарделло                 |
| 2000      | тф | Прогулянка                                  | The Ride                                             | Картер                         |
| 2001      | тф | Танець на лезі                              | Stiletto Dance                                       | капітан Рік Сандс              |
| 2008      | ф  | Недолугий захист                            | Witless Protection                                   | Рікардо Боді                   |
| 2014      | вг | Alien: Isolation                            | Alien: Isolation                                     | Паркер                         |